# Rio Bunila
O Rio Bunila é um rio da Romênia, afluente do Rio Cerna, localizado no distrito de Hunedoara.